# نيكولاس فيرديي
نيكولاس فيرديي (بالفرنسية: Nicolas Verdier)‏ (17 يناير 1987 بنيس في فرنسا - ) هو لاعب كرة قدم فرنسي في مركز الهجوم. لعب مع كيه في ميخيلين ونادي أرليه أفينيون ونادي بريست ونادي بولون ونادي جازيليك أجاكسيو ونادي كان.

## وصلات خارجية
- نيكولاس فيرديي على موقع رابطة كرة القدم الفرنسية للمحترفين (الإنجليزية)
- نيكولاس فيرديي على موقع قاعدة بيانات كرة القدم.إي يو (الإنجليزية)
- نيكولاس فيرديي على موقع ليكيب (الفرنسية)
- نيكولاس فيرديي على موقع Soccerway.com (الإنجليزية)
- نيكولاس فيرديي على موقع عالم كرة القدم.نت (الإنجليزية)
- نيكولاس فيرديي على موقع GSA (الإنجليزية)